# Дохерти, Гари
Гари Дохерти (англ. Gary Doherty; 31 января 1980, Донеголе) — ирландский футболист, защитник. Ранее играл за «Лутон Таун», «Тоттенхэм Хотспур», «Норвич Сити» и «Чарльтон Атлетик»

## Карьера
Защитник Гари Дохерти начинал карьеру в «Лутон Таун». Он провёл за команду более 70 матчей и забил 12 голов. В марте 2000 года Дохерти пригласил в «Тоттенхэм» Дэвид Плит, работавший в «Лутоне» в 1991—1995 годах. В итоге Дохерти был продан шпорам за 1 млн фунтов.
Дохерти дебютировал в «Тоттенхэме» в мае 2000 года в матче с «Манчестер Юнайтед». Однако шпоры тот матч проиграли — 1:3. Он провёл превосходный сезон 2000/01. Однако в следующем сезоне Дохерти получил травму ноги и надолго выбыл из строя. Он, конечно, вернулся в большой футбол однако в основе закрепиться не сумел. В конце концов Дохерти был продан в «Норвич Сити». Сумма трансфера не была разглашена.
В «Норвиче» в начале сезона Дохерти играл хорошо. Однако ближе к концу сезона он уступил место Джейсону Шэкелу. В следующем сезоне Дохерти свою игровую форму более-менее поправил, заиграв гораздо лучше. В сезоне 2008/09 английской футбольной лиги Дохерти получил травму лодыжки и выбыл на три месяца. После окончательного выздоровления Дохерти вышел на матч с «Кристалл Пэлэс», который «Норвич» проиграл — 1:3. На данный момент Дохерти сыграл за «Норвич Сити» около 150 матчей и в них забил за канареек 5 мячей.

### Сборная
Дохерти пригласили в сборную в 2000 году. На данный момент Гари сыграл там 33 игры, забил 4 мяча.